# Häxan Winnie
Häxan Winnie (originaltitel Winsome Witch) är en serie av 26 amerikanska animerade kortfilmer producerade av Hanna Barbera (1965-1967).

## Avsnitt

### Säsong 1
1. Have Broom Will Travel
2. Prince of a Pup
3. Operation Broom Switch
4. The Hansel and Gretel Case
5. The Little Big League
6. Schoolteacher Winnie
7. Good Red Riding Hood
8. Winnie's Baby
9. How Now Cinderella
10. Have Broom Will Zoom
11. Winnie the Sheriff
12. Welcome Wagging
13. Shoo Spy
14. Hollywood or Busted
15. Wolfcraft Vs. Witchcraft
16. Tallyho the Hunter
17. Witch Hitch
18. Ugly Duckling Trouble
19. Witch Witch is Witch

### Säsong 2
1. Good Little Scout
2. Potluck
3. Pussycat-Man
4. Sheriff Winnie
5. Wee Winnie Witch
6. Sea-Dogged
7. Wild Wild Witch